# Malick Sall
Malick Sall est un avocat sénégalais né le 2 avril 1956 à Danthiady, dans la région de Matam, au Sénégal.
Il est nommé en avril 2019 ministre de la Justice, sous la présidence de Macky Sall.

## Biographie
Malick Sall est inscrit au barreau du Sénégal depuis le 16 juillet 1982, après avoir décroché une maîtrise en Droit privé (option Droit judiciaire), en 1981, à la faculté des sciences juridiques de l’université Cheikh Anta Diop de Dakar.
Il a commencé sa carrière professionnelle au sein du cabinet « Akdar & Sall ». En 1991, le cabinet devient Etude Me Malick Sall après qu’il eut racheté la totalité des parts de Me Sahjanne Akdar. Le 1er janvier 2003, l’étude est transformée en Société Civile professionnelle d’avocats Malick Sall & et Associés. Ce cabinet d’avocats d’affaires composé de juristes est spécialisé en droit commercial, bancaire, maritime, social, pénal, en conseils aux entreprises.
Membre de sociétés savantes (ancien membre du conseil de l’Ordre des avocats du Sénégal, membre de l’Association des Avocats d’Affaires Européens, etc.), il conseille de nombreuses structures au Sénégal et à l’étranger, notamment la société Pecten Senegal (groupe pétrolier américain), la Banque mondiale, la société Ign France Internationale, la fondation américaine John Hopkins, Canal + horizon Sénégal, la famille Fauzie Layousse, l’Agence de Régulation des Télécommunications et des Postes . Il est coopté dans de nombreux comités.
Il a été, entre autres, membre du panel des juristes ayant permis la mise en place du Code Cima et du nouveau droit de l’Organisation pour l’Harmonisation du Droit des Affaires en Afrique (Ohada).
Au Sénégal, il a également participé en tant qu’expert aux réformes portant sur l’environnement des affaires, l’organisation judiciaire (Réforme du droit des professions judiciaires, nouvelle organisation du greffe, etc.). Me Sall a aussi conseillé des chefs d’État africains.
Marié et père d’un garçon, ce passionné du droit se définit, aujourd’hui, par extension comme « un homme politique au sens noble du terme ». Lors de l’élection présidentielle du 24 février 2019, il s’est beaucoup investi pour la réélection du président Macky Sall avec son mouvement politique, Malick pour tous, tous pour Macky » (Mtm).